# Nikopoia

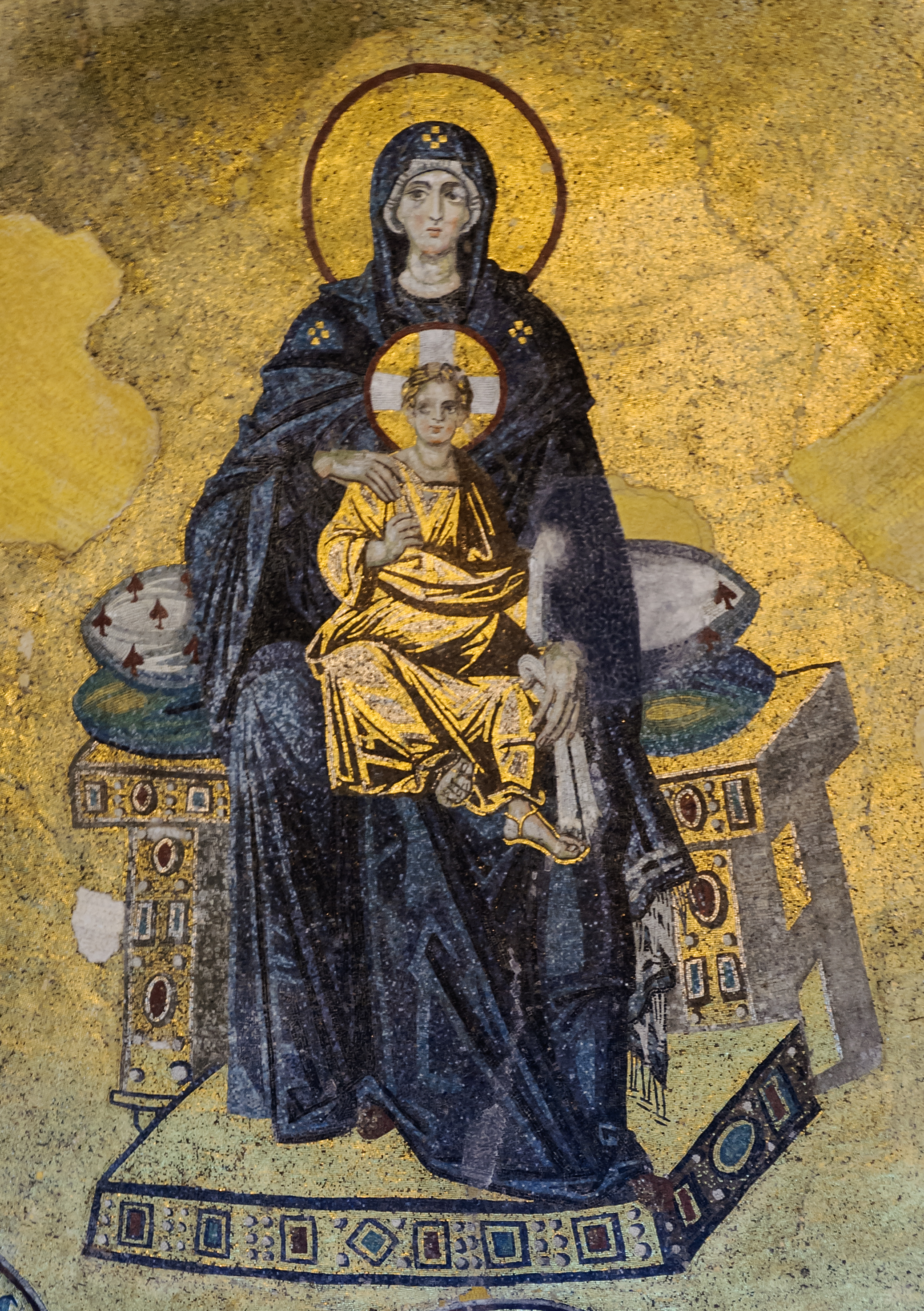
Nikopoia; Hagia Sophia, Istanbul

Nikopoia (o Nikopea, Nikopeia, Nicopeia, Νικοποία) cioè "apportatrice di vittoria" in greco, è un attributo di Santa Maria e una tipologia di icona bizantina, in cui Maria è rappresentata frontalmente, seduta in trono e con il Bambino Gesù in braccio.
Forse per imitazione della presenza di una Madonna Nikopoia in Santa Sofia a Costantinopoli, i Veneziani posero una immagine analoga nella Basilica di San Marco.
La theotókos Nikopoia è analoga alla kiriotissa e alle Madonne in Maestà toscane.
Molto diverse dal punto di vista iconografico, anche se concettualmente analoghe, sono le Madonne della Vittoria, dipinte in Occidente soprattutto dopo la battaglia di Lepanto.